# Miguel Francisco Guerra
Miguel Francisco Guerra Arteaga y Leiva (Napoli, 1657 – Madrid, 14 marzo 1729) è stato un presbitero e politico spagnolo.

## Biografia
Fratello di Domingo Valentín Guerra Arteaga y Leiva, confessore della regina Elisabetta Farnese dal 1714 e in seguito vescovo di Segovia, Miguel Francisco rimase celibe e, sebbene non avesse ricevuto gli ordini sacri, ottenne dei benefici ecclesiastici e indossò abiti talari. Il duca Louis de Rouvroy de Saint-Simon, che lo incontrò nel 1721 ormai anziano ed affetto da infermità, lo menzionò nelle sue Memorie lodandolo per la sua intelligenza e perspicacia, descrivendolo come "colto, gran lavoratore, buon conversatore, abbastanza franco".
La posizione di grande influenza del fratello indubbiamente gli fruttò notevoli vantaggi se nel 1697 egli venne nominato Gran Cancelliere del ducato di Milano e poi dal 31 dicembre 1704 primo ministro di Castiglia. Rimosso da quell'incarico il 29 novembre 1706, per essere rimasto a Madrid quando la città venne occupata dalle truppe dell'arciduca Carlo, riguadagnò la fiducia di Filippo V di Spagna nel 1712, ottenendo così di tornare dal 14 gennaio di quell'anno alla camera ed al consiglio di Castiglia, di cui divenne primo presidente dal 16 dicembre 1714 al 9 giugno 1715.
Nel gennaio 1722 venne nominato Consigliere di Stato, anche se ormai le funzioni del Consiglio erano divenute molto limitate dal crescente ruolo dei segretari di ufficio e la carica di consigliere aveva in pratica un carattere meramente onorario; nel 1724, con l'abdicazione di Filippo V, fece parte del consiglio che avrebbe dovuto aiutare nel governo il giovane successore Luigi I di Spagna; il Guerra si impegnò in particolar modo nella gestione della questione del Granducato di Mosca e del ducato di Parma.